# Ala al-Aswani
Ala al-Aswani (arab. علاء الأسواني; ur. 26 maja 1957) – egipski pisarz, działacz społeczny i polityczny, założyciel ruchu politycznego Kefaya. Z zawodu lekarz stomatolog.

## Życiorys
Urodził się 26 maja 1957. Matka, Zainab, pochodziła z rodziny arystokratycznej; jej wujek był Paszą i Ministrem Edukacji przed Rewolucją egipską w 1952 r. Ojciec, Abbas Al-Aswani, pochodził z Asuanu, był prawnikiem i pisarzem, znanym wśród egipskiej inteligencji. Zmarł kiedy Ala al-Aswani miał dziewiętnaście lat.
Wykształcenie średnie uzyskał w Le Lycée Français w Kairze. Kontynuował edukację zdobywając tytuł licencjata ze stomatologii na Uniwersytecie Kairskim w 1980 r., oraz magistra stomatologii na Uniwersytecie Illinois w Chicago. Mówi w języku arabskim, angielskim, francuskim i hiszpańskim. Studiował Literaturę Hiszpańską w Madrycie.
Swoją pierwszą żonę poślubił w wieku dwudziestu lat, była ona dentystką, miał z nią syna Seifa. Mając 37 lat, ożenił się ponownie, tym razem z Eman Taymoor z którą miał dwie córki, Mai i Nade.
Pisał krytykę literacką pod tytułem “parenthetic phrase” do Egipskiej gazety Al Shaab z czasem stał się odpowiedzialny za kulturalną stronę czasopisma. Pisał również comiesięczne artykuły do Arab Democratic Nasserist Part i cotygodniowe do Al-Dustour a z czasem do Al-Shorouk. 
Obecnie pisze na łamach Al-Masry Al-Youm we wtorki. Jego artykuły są również publikowane w międzynarodowych gazetach takich jak: The New York Times, Le Monde, El Pais, The Guardian, The Independent i wielu innych.
Jego druga powieść, Kair. Historia pewnej kamienicy, przedstawia strukturę społeczną Egiptu stała się powszechnie znana w Egipcie oraz na Bliskim Wschodzie. Została ona przetłumaczona na ponad 30 języków, w tym angielski, chiński, polski, hiszpański, francuski, niemiecki i rosyjski.
W 2006 r. na podstawie książki Kair. Historia pewnej kamienicy zrealizowany został film, którego budżet wyniósł najwięcej w dotychczasowej historii egipskiego kina. Był wyświetlany na wielu międzynarodowych festiwalach filmowych oraz okazał się wielkim hitem w Egipcie. Ala Al-Aswani miał zakaz uczestniczenia w premierze. Kair. Historia pewnej kamienicy jest jednym z niewielu filmów pokazujących tabu społeczne i powszechne przestępstwa władzy, takie jak fałszowanie wyborów. Wiele osób sądzi, że to dzieło odegrało ważną rolę w kształtowaniu nastrojów rewolucyjnych wśród egipskiego społeczeństwa. Ala Al.-Aswani mówi, że w czasie rewolucji w Egipcie wiele osób mówiło mu, że „Jesteśmy tutaj z powodu tego co napisałeś”. W 2007, “Kair. Historia pewnej kamienicy” została zaadaptowana na serial telewizyjny o tej samej nazwie.
W styczniu 2007 roku opublikowana została powieść Chicago. Jej akcja toczy się w mieście w którym autor studiował.
Al-Aswani znalazł się również na liście 500 Najbardziej Wpływowych Muzułmanów na Świecie. Był na pierwszym miejscu w rankingu „Top 100 Global Thinkers” w 2011 roku utworzonym przez Foreign Policy. W październiku 2010 Izraelsko/Palestyńskie Centrum Badania i Informacji (IPCRI) ogłosiło, że oferuje Izraelskim czytelnikom możliwość czytania najpopularniejszej egipskiej powieści Kair. Historia pewnej kamienicy w języku hebrajskim. Pomimo że al-Aswani odmówił tłumaczenia książki na hebrajski i publikowania w Izraelu, izraelsko-arabscy wolontariusze przetłumaczyli ją, a IPCRI rozpowszechniał ją za darmo w imię rozwoju społecznego. Al-Aswani oskarżył IPCRI i tłumaczy o kradzież, podkreślając swój sprzeciw wobec idei normalizacji stosunków arabsko-izraelskich. Wniósł skargę do Międzynarodowego Stowarzyszenia Wydawców.
W czasie arabskiej wiosny Ala Al-Aswani przebywał na Placu Tahrir w Kairze przez 18 dni przed obaleniem Mubaraka. Był jedynym głównych opozycjonistów. Po rezygnacji prezydenta Husni Mubaraka, spotkał się z premierem mianowanym przez Mubaraka, Ahmadem Szafik w egipskiej telewizji ONTV. Szafik stracił panowanie nad sobą. Był to pierwszy raz od dawna kiedy Egipcjanie mogli być świadkami krytyki władzy przez obywatela publicznie. W konsekwencji tego Ahmad Szafik został wyrzucony z SCAF.